# Corymorpha appelloefi
Corymorpha appelloefi är en nässeldjursart som beskrevs av Bonnevie 1901. Corymorpha appelloefi ingår i släktet Corymorpha och familjen Corymorphidae. Arten har ej påträffats i Sverige. Inga underarter finns listade i Catalogue of Life.